# Enguerrand de Monstrelet

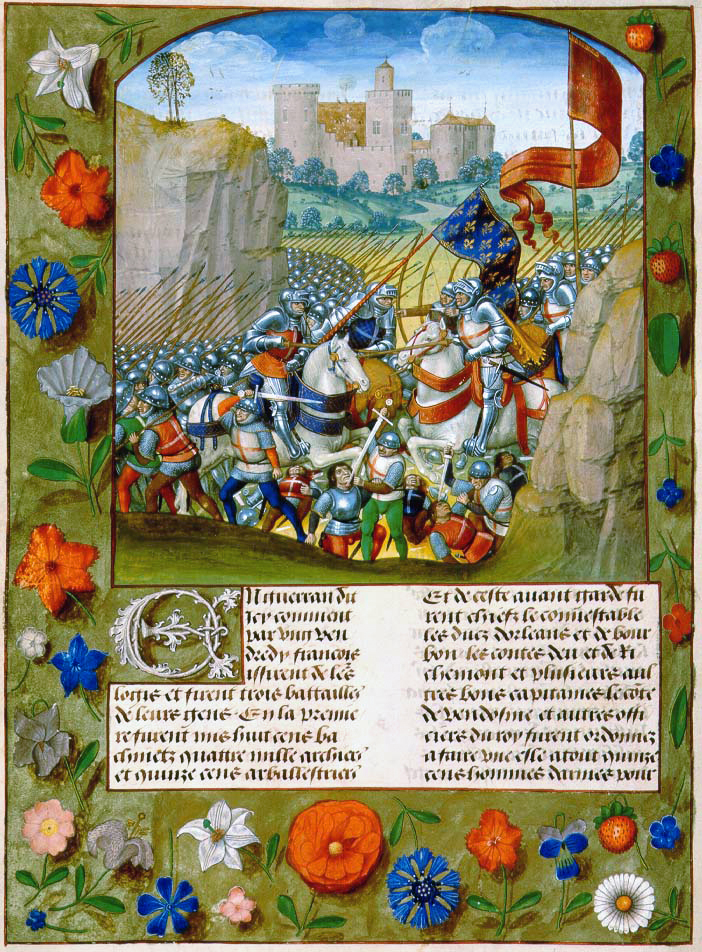
Schlacht von Azincourt von Enguerrand de Monstrelet, Chronique de France

Enguerrand de Monstrelet (* um 1390/1395 in Montrelet; † 20. Juli 1453) war ein französischer Chronist. Er ist der Autor der Chroniques de Monstrelet, die für das Haus Luxemburg-Ligny verfasst wurden und Ereignisse der Jahre 1400 bis 1444 aufzeichnet.
Enguerrand des Monstrelet stammte aus dem picardischen Adel und war, zeitgenössischen Quellen zufolge, Stallmeister Jean de Luxembourgs in der Region Abbeville. Im Dienst des Herzogs Philipp der Gute nahm er 1430 an der Verhandlungen des Burgunders mit Jeanne d’Arc teil. 1436 wurde er Steuereinnehmer in Cambrai (er war für die „Gavenne“ zuständig, eine lokale Steuer, die der Graf von Flandern als Schutzherr des Bischofs von Cambrai erhob). 1444 wurde er Vogt von Cambrai, im Jahr darauf Bailli von Walincourt.
Als Chronist wird er als Nachfolger Jean Froissarts angesehen. Mathieu d’Escouchy, ein anderer Chronist, berichtet, dass er 1444 mit seinen Aufzeichnungen aufgehört habe. Dem Brauch der Zeit folgend wurde seine Chronik durch andere Werke bis in das Jahr 1516 verlängert. Monstrelet selbst starb 1453.
Die Chroniques de Monstrelet stehen auf der Seite der Burgunder, zu dieser Zeit eine der beiden Parteien im Kampf um die Macht in Frankreich. Sein Bericht handelt vom Hundertjährigen Krieg, der sich vor seinen Augen abspielte. Monstrelet ist nicht für seinen literarischen Stil bekannt, seine Parteinahme ist deutlich, auch wenn er seine Neutralität beteuert. Dennoch ist er eine der wesentlichen Quellen für seine Zeit, seine Chroniken sind aufgrund der vermutlich authentischen Dokumente und der Äußerungen, die sie enthalten, wertvoll.
Monstrelets Gebeine wurden 1959 in der Chapelle des Récollets in Cambrai aufgefunden und 1962 in der Nähe des Kirchenportals erneut bestattet.

## Werke
- La chronique d’Enguerrand de Monstrelet. En deux livres avec pièces justificatives 1400–1444, hrsg. von Louis-Claude Douët-D’Arcq, 6 Bände, Paris 1857–1862. Digitalisate: Bd. 1, Bd. 2; Bd. 3; Bd. 4; Bd. 5; Bd. 6
- Chronique, Bd. 1: 1400–1407, hrsg. von Nathalie Desgrugillers, Clermont-Ferrand 2011.